# Lista de prêmios e indicações recebidos por Guns N' Roses
Guns N' Roses é uma banda de hard rock norte-americana formada em Los Angeles, Califórnia em 1985. É formada por Axl Rose, Dizzy Reed, Duff Mckagan, Richard Fortus Melissa Reese, Slash e Frank Ferrer 
Guns N' Roses já vendeu mais de 40 milhões de discos só nos Estados Unidos. No total, a banda recebeu 16 prémios em 21 nomeações.

## American Music Awards
Os American Music Awards ocorrem anualmente desde 1973 criado por Dick Clark. A banda recebeu quatro prémios em oito nomeações.
| Ano  | Nomeação por             | Categoria                             | Resultado |
| ---- | ------------------------ | ------------------------------------- | --------- |
| 1989 | "Sweet Child O' Mine"    | Single Pop/Rock Favorito              | Vencedor  |
| 1989 | Guns N' Roses            | Artista de Hard Rock Favorito         | Nomeado   |
| 1989 | Appetite for Destruction | Álbum de Hard Rock Favorito           | Nomeado   |
| 1990 | Guns N' Roses            | Artista de Hard Rock Favorito         | Vencedor  |
| 1990 | Appetite for Destruction | Álbum de Hard Rock Favorito           | Vencedor  |
| 1992 | Guns N' Roses            | Artista de Hard Rock Favorito         | Vencedor  |
| 1992 | Guns N' Roses            | Banda/Duo/Grupo de Hard Rock Favorito | Nomeado   |
| 1992 | Use Your Illusion I      | Álbum de Hard Rock Favorito           | Nomeado   |

## Grammy Awards
Os Grammy Awards ocorrem anualmente sendo presenteado pela National Academy of Recording Arts and Sciences. A banda não ganhou nenhuma das três nomeações  que foi indicado.
| Ano  | Nomeação por        | Categoria                       | Resultado |
| ---- | ------------------- | ------------------------------- | --------- |
| 1990 | G N' R Lies         | Melhor Performance de Hard Rock | Nomeado   |
| 1992 | Use Your Illusion I | Melhor Performance de Hard Rock | Nomeado   |
| 1993 | "Live and Let Die"  | Melhor Performance de Hard Rock | Nomeado   |

## MTV Video Music Awards
Os MTV Video Music Awards ocorrem anualmente desde 1984 presenteado pela MTV. A banda recebeu quatro prémios em oito nomeações.
| Ano  | Nomeação por            | Categoria                 | Resultado |
| ---- | ----------------------- | ------------------------- | --------- |
| 1988 | "Welcome to the Jungle" | Melhor Novo Artista       | Vencedor  |
| 1989 | "Sweet Child O' Mine"   | Melhor Vídeo de Hard Rock | Vencedor  |
| 1989 | "Sweet Child O' Mine"   | Melhor Vídeo de Grupo     | Nomeado   |
| 1991 | "You Could Be Mine"     | Melhor Vídeo de Hard Rock | Nomeado   |
| 1991 | "You Could Be Mine"     | Melhor Vídeo de Filme     | Nomeado   |
| 1992 | Guns N' Roses           | Prémio Video Vanguard     | Vencedor  |
| 1992 | "November Rain"         | Melhor Single             | Vencedor  |
| 1992 | "November Rain"         | Melhor Direção de Arte    | Nomeado   |

## World Music Awards
Os World Music Awards premeiam as vendas a nível mundial através da International Federation of the Phonographic Industry. A banda recebeu dois prémios.
| Ano  | Nomeação por  | Categoria                                  | Resultado |
| ---- | ------------- | ------------------------------------------ | --------- |
| 1993 | Guns N' Roses | Artista de Hard Rock Mais Vendido do Mundo | Vencedor  |
| 1993 | Guns N' Roses | Artista de Hard Rock Mais Vendido do Mundo | Vencedor  |